# Broward College
Đại học Broward (tiếng Anh: Broward College), tiền thân là Cao đẳng Cộng Đồng Broward (tiếng Anh: Broward Community College), là một trường đại học công lập ở Fort Lauderdale, tiểu bang Florida, Hoa Kỳ, và một phần của Hệ thống Đại học Florida. Vào năm 1959, Broward được thành lập nhờ việc triển khai mở rộng hệ thống cao đẳng hệ 2 năm của bang Florida.

## Lịch sử
Broward College được thành lập vào năm 1959 với tên gọi là Junior College of Broward County (JCBC). Vào năm 1968, trường được đổi tên thành Broward Junior College.
Năm 1986, Tiến sĩ Will Holcombe chinh thức trở thành Hiệu trưởng của trường, còn được biết đến là trường Cao đẳng Cộng đồng Broward, Broward Community College. Trong thời gian 17 năm công tác với vai trò là Hiệu trưởng, ông Holcombe đã đẩy mạnh phát triển cơ sở hạ tầng và mở rộng quan hệ ngoại giao để đáp ứng những nhu cầu cần thiết của công đồng và đội ngũ giảng viên nhân viên tại trường, tập trung chú trọng vào đào tạo nghề và học thuật.
Năm 2007, Ông J. David Armstrong, Jr. được bổ nhiệm làm Hiệu trường của trường Broward Community College. Ông Armstrong đã ứng tuyển vào vị trí Hiệu trưởng Danh dự của hệ thống các trường Cao đẳng Florida. Ông Armstrong với hơn 25 năm kinh nghiệm là một nhà lãnh đạo trong lĩnh vực giáo dục đại học và phát triển kinh tế để đóng góp vào chức vụ Hiệu trưởng của ông tại Broward College. Năm 2008, dưới sự lãnh đạo của Armstrong, Broward Community College từ đó bắt đầu đào tạo chương trình Cử nhân Đại học, vì vậy trường đã đổi tên thành "Broward College" để khẳng định tư cách pháp lý mới này. Broward College đã được Viện nghiên cứu Aspen xếp hạng là một trong các trường Đại học-Cao đẳng Cộng đồng hàng đầu trên toàn Hoa Kỳ trong hai năm qua dựa trên chỉ số thành công của sinh viên đã tốt nghiệp tại trường và liên tiếp được xếp hạng là một trong số 10 trường cấp bằng cử nhân hàng đầu trên toàn lãnh thổ Hoa Kỳ.
Hiệu trưởng Armstrong chú trọng đào tạo chương trình đào tạo nghề như sản xuất chế tạo và cấp bằng Cử nhân của lượng lao động mới ở các lĩnh vực khoa học, toán học, kỹ thuật và công nghệ (STEM) để phục vụ nhu cầu của Sinh Viên và Cộng đồng. Đồng thời, nhà trường cũng vẫn tập trung đầu tư về trình độ học vấn chuyên môn và chuyển tiếp vào các trường đại học, phần lớn sinh viên tốt nghiệp Cao đẳng Cử nhân tại Broward College đều có nguyện vọng tiếp tục chuyển tiếp lên Đại học tại tất cả các trường Đại học trên 50 Tiểu bang Hoa Kỳ.
Hiệu trưởng Armstrong chú trọng đào tạo chương trình đào tạo nghề như sản xuất chế tạo và cấp bằng Cử nhân của lượng lao động mới ở các lĩnh vực khoa học, toán học, kỹ thuật và công nghệ ("Science, Math, Engineering, and Technology", "STEM") để phục vụ nhu cầu của Sinh Viên và Cộng đồng. Đồng thời, nhà trường cũng vẫn tập trung đầu tư về trình độ học vấn chuyên môn và chuyển tiếp vào các trường đại học, phần lớn sinh viên tốt nghiệp Cao đẳng Cử nhân tại Broward College đều có nguyện vọng tiếp tục chuyển tiếp lên Đại học tại tất cả các trường Đại học trên 50 tiểu bang Hoa Kỳ.
Trong 20 năm qua, ngoài các dịch vụ mà Broward College phục vụ cho cộng đồng phía Nam bang Florida như một nhà cung cấp chính của chương trình đào tạo nghề, Broward College cũng giữ một vị trí duy nhất như một trường tiên phong trong các trường Cao đẳng Hoa Kỳ trong việc cung cấp các chương quốc tế toàn diện. Bên cạnh những chương trình du học đạt chuẩn tại châu châu Âu, châu Á và Nam Mỹ, trường Broward College cũng hợp tác với các học viện giáo dục quốc tế để giảng dạy chương trình đào tạo hoàn toàn tại nước ngoài, được kiểm định chất lượng và được Broward College phê duyệt.
Broward College có ba cơ sở chính và nhiều trung tâm giáo dục trên khắp Broward County, cũng như bốn cơ sở quốc tế đặt tại Peru, Ecuador, Sri Lanka và Việt Nam.

## Các cơ sở tại Florida và các trung tâm
- Trụ sở chính A. Hugh Adams là cơ sở chính thức đầu tiên của trường tọa lạc tại Davie bang Florida, được khánh thành với 7 tòa nhà nằm trên một khuôn viên 152 mẫu Anh (62 hecta). Hiện nay trụ sở Adams cũng là Cung Thiên Văn và Đài thiên văn Buehler, Viện An Toàn Công Cộng cho việc đào tạo đội ngũ cán bộ an ninh và pháp luật; và nhà thi đấu Mayer; khu liên hợp khoa học y tế bao gồm một trung tâm cấp cứu y tế mô phỏng, phòng thí nghiệm huấn luyện điều dưỡng viên, và những thiết bị đo kiểm định công nghiệp. Khuôn viên trường có cả phòng hòa nhạc Ralph R. Bailey và phát triển các thiết bị trình diễn nghệ thuật đã hoàn thiện để giới thiệu sinh viên, nghệ thuật biểu diễn chuyên nghiệp và các sự kiện đặc biệt. Thư viện trong khuôn viên trường là một cơ sở nghiên cứu liên kết thuộc sở hữu của Broward College và trường Đại học Florida Atlantic. Trụ sở Adams cũng là ngôi nhà của Học viện Cao đẳng @ BC - một trường trung học (thuộc về đại học) được thành lập dựa trên mối quan hệ hợp tác với các Trường Công của quận Broward County vào năm 2001.
- Cơ sở phía nam Judson A. Samuels South Campus tọa lạc trên một dãi đất rộng 103 mẫu Anh (42 hecta) tại Pembroke Pines, phía tây của đường cao tốc có thu lệ phí của bang Florida. Khuôn viên trường vừa là nhà của Học viện Hàng Không, nằm tiếp giáp với phía Bắc sân bay Perry cũng như thư viện đồng sử dụng của Broward College và Broward County South.
- Cơ sở phía Bắc tại Coconut Creek trải dài khoảng 113 mẫu Anh (46 hecta) tiếp giáp với đường cao tốc có thu lệ phí của bang Florida. Thành lập vào năm 1972, Cơ sở phía Bắc đã mở rộng hơn 12 tòa nhà gồm giảng đường Omni, Trung tâm Y tế Khoa học II, Trung tâm đào tạo Gôn Toski-Battersby và Thư viện Broward College/North Regional Broward County Library. Làng doanh nghiệp Junior Achievement Huizenga cũng được đặt tại đây, và được đặt tên theo tên nhà doanh nghiệp và từ thiện Wayne Huizenga của Broward County. Cơ sở phía Bắc cũng là nơi kiến tạo nên chương trình sản xuất của trường và Học viện Công nghệ Thông tin Citrix, một phần của mạng lưới Học viện Citrix.
- Những trung tâm đào tạo khác nằm trong bang Florida như Trung tâm Willis Holcombe, Trung tâm Pines, Trung tâm Weston, Trung tâm đào tạo Broward College Maroone Automotive tại Miramar, và Hồ trung tâm Tigertail.

## Các cơ sở quốc tế của Broward College
Các trung tâm quốc tế của Broward College đào tạo chương trình Cử nhân bậc Đại học được SACS công nhận cùng với những khóa học tương tự, giảng viên đạt yêu cầu, kết quả học tập, bảng điểm sinh viên, và bằng Cử nhân được cấp tại cơ sở chính ở Florida. Broward có bốn cơ sở quốc tế trên toàn thế giới:
- Trung tâm Quốc tế Ecuador, khánh thành năm 2007, do Trung tâm Broward trực thuộc Giáo dục Hoa Kỳ quản lý, với các cơ sở tại Guyaquil và Quito, Ecuador.
- Trung tâm Quốc tế Peru, khánh thành năm 2009, được Universidad de San Ignacio Loyola (USIL) quản lý. USIL là một học viện với nhiều cơ sở đô thị hiện đại ở Lima, Peru, hiện đang phục vụ hơn 7.000 học viên đến từ trường mẫu giáo, trường trung học cho đến các chương trình đại học và sau đại học.
- Trung tâm Quốc tế Sri Lanka, mở cửa vào năm 2010, được American College of Higher Education (ACHE) quản lý, nằm tại Colombo, Sri Lanka. ACHE có hơn 2.000 sinh viên ở trường mẫu giáo đến trung học, và hơn 300 sinh viên Broward College theo học chương trình Cử nhân Cao đẳng Broward College.
- Trung tâm Quốc tế Việt Nam thành lập vào năm 2011, tại thành phố Hồ Chí Minh, Việt Nam, được Tổ chức Giáo dục Hoa Kỳ (IAE) quản lý. Broward College Vietnam đào tạo hai ngành chính là Quản trị Kinh doanh và Quản trị Du lịch khách sạn. Đã có gần 400 sinh viên theo học và tốt nghiệp chương trình 02 năm tại Broward College Vietnam, tỉ lệ chuyển tiếp là 100%, tỉ lệ đi làm ngay là 90%. Broward College Vietnam hiện đào tạo 3 ngành học chính: Quản trị kinh doanh, quản lý nhà hàng khách sạn, và khoa học máy tính.

Tại các cơ sở này, sinh viên có thể hoàn thành hai năm đầu của chương trình cử nhân (bất kỳ ngành học nào), sau đó chuyển tiếp đến các trường đại học ở Hoa Kỳ, Úc, Vương Quốc Anh hay các nước nói tiếng Anh khác để hoàn thành khóa học. Trong những năm qua, học sinh tốt nghiệp từ các cơ sở quốc tế của Broward College đã hoàn thành bằng Cử nhân ngành kinh doanh, tiếp thị, tài chính, kinh tế, kế toán, khách sạn, khoa học máy tính, kỹ thuật, y tá, hàng không, ngôn ngữ tiếng Anh và văn học, lịch sử nghệ thuật, khoa học chính trị, sinh học, hóa học, vật lý, sản xuất, hậu cần, và nhiều lĩnh vực khác. Một số cơ sở cũng đào tạo chương trình Cao đẳng (A.S.), cho phép sinh viên hoàn thành 2 năm trong lĩnh vực chuyên ngành kinh doanh hoặc khách sạn. Các chương trình Cao đẳng có thể được liên thông lên trường đại học Hoa Kỳ để hoàn thành bằng Cử nhân Đại học trong bất kỳ ngành nào.

## Liên kết quốc tế và chương trình du học
Broward College cũng liên kết viện đào tạo cao học ở Ấn Độ, Trung Quốc, Bolivia, Colombia, Guyana, và Singapore, cũng như chương trình du học ở Tây Ban Nha, Đức, Ý, Anh, và Việt Nam.